# فرانكو تيستا
فرانكو تيستا (بالإيطالية: Franco Testa) مواليد 7 فبراير 1938 في إيطاليا، هو دراج إيطالي سابق. سبق أن شارك في دورة الألعاب الأولمبية الصيفية وفاز بميدالية أولمبية. حقق أيضا ميدالية في ألعاب البحر الأبيض المتوسط.

## الميداليات
| الميدالية | المسابقة                        |
| --------- | ------------------------------- |
| ذهبية     | الألعاب الأولمبية الصيفية 1960  |
| فضية      | الألعاب الأولمبية الصيفية 1964  |
| فضية      | ألعاب البحر الأبيض المتوسط 1959 |

## روابط خارجية
- فرانكو تيستا على موقع أرشيف الدراجات (الإنجليزية)
- فرانكو تيستا على موقع CycleBase (الإنجليزية)
- فرانكو تيستا على موقع اللجنة الأولمبية الدولية (الإنجليزية)
- فرانكو تيستا على موقع أوليمبيديا (الإنجليزية)
- فرانكو تيستا على موقع اللجنة الأولمبية الإيطالية (الإيطالية)